# تمار (الرضمة)

تعديل مصدري - تعديل

تمار هي إحدى قرى عزلة عجيب بمديرية الرضمة التابعة لمحافظة إب، بلغ تعداد سكانها 502 نسمة حسب تعداد اليمن لعام 2004.